# 哈维尔·阿基诺
哈维尔·阿基诺（西班牙語：Javier Aquino，1990年2月11日—），墨西哥男子足球运动员，司职边锋。他曾代表墨西哥国奥队参加2012年夏季奥林匹克运动会足球比赛，获得一枚金牌。

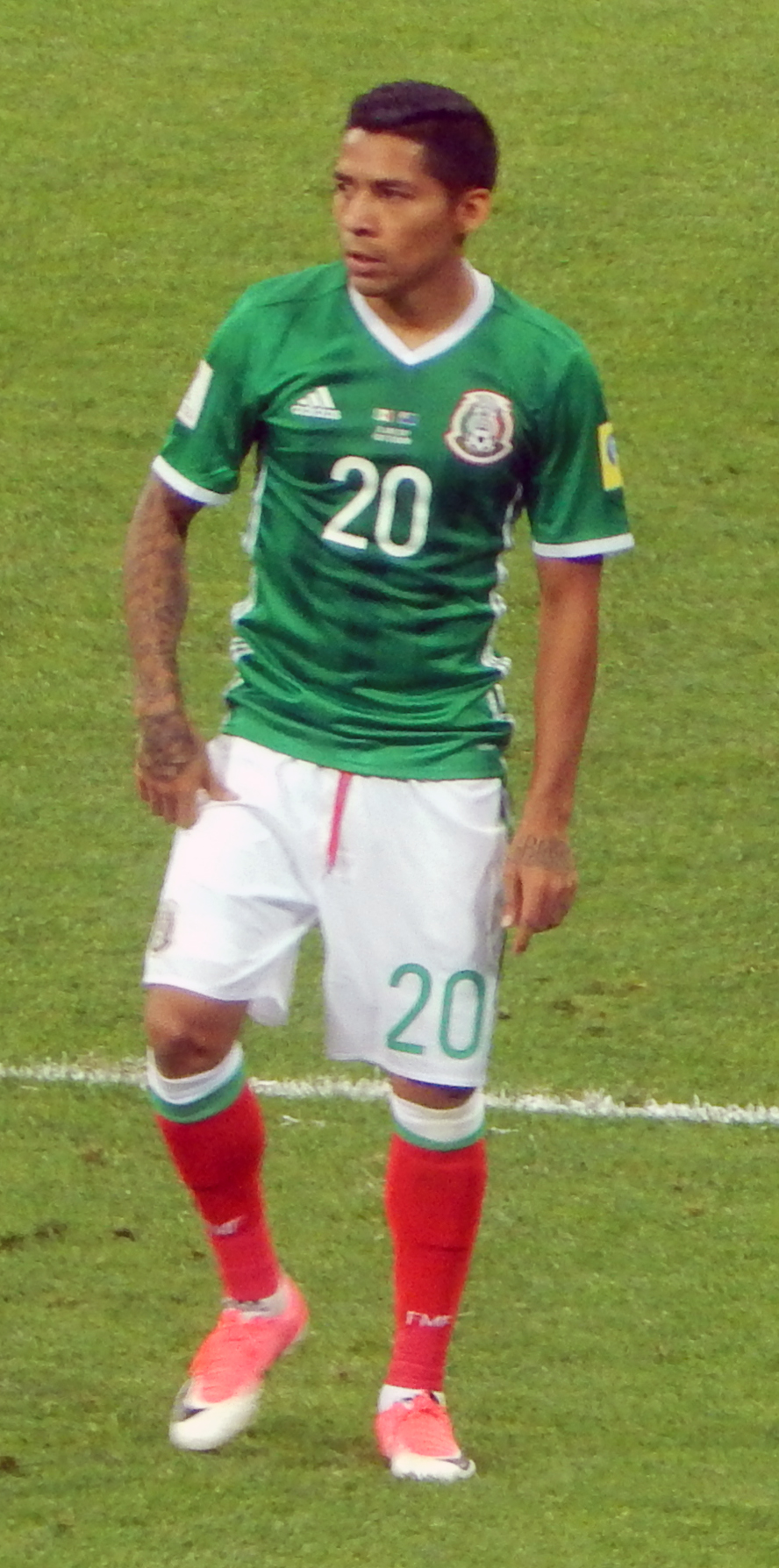
2017年